# Beate Mainka-Jellinghaus
Beate Mainka-Jellinghaus (nascuda el 27 de juliol de 1936) és una editora de cinema alemanya que va ser membre del moviment Nou cinema alemany i destaca especialment per les seves moltes pel·lícules amb el director Werner Herzog. Entre 1966 i 1986, va ser acreditada en més de vint-i-cinc llargmetratges i documentals.

## Primers anys
Beate Mainka-Jellinghaus és filla d'Hildegard (de soltera Farbowski) i de George Mainka, un funcionari del banc. Va néixer al poble de Vogt, prop d'Oppeln, que aleshores formava part d'Alemanya. Al final de la Segona Guerra Mundial ella i els seus pares van abandonar Oppeln, que va passar a formar part de Polònia; es van traslladar a Ansbach. Tenia inclinació musical, i la seva educació secundària des de 1946 fins a 1951 va incloure instrucció de ballet i interpretació; després de graduar-se el 1951, va assistir a una escola de cinema privada a Wiesbaden per formar-se com a editora de cinema.

## Carrera professional
Després de l'escola, Mainka va treballar durant cinc mesos en un centre de còpia i es va involucrar com a assistent editorial en la producció de curtmetratges documentals de Harry Piel. El 1955, Mainka es va traslladar a Munic, on va treballar a Bavaria Film com a assistent de muntatge, treballant amb l'editora Anna Höllering en diversos llargmetratges dirigits per Rolf Hansen. El seu primer crèdit com a editor va ser per a la producció televisiva Ein gewisser Judas (1958), que va ser l'única pel·lícula dirigida per Oskar Werner (sota el pseudònim). "Erasmus Nothnagel").
El 1959 va conèixer el director Edgar Reitz, amb qui va treballar en documentals curts fins al voltant de 1966. Reitz la va presentar al director Alexander Kluge; Reitz, Kluge i Mainka es van convertir en els primers exponents del Nou cinema alemany. La llarga col·laboració de Mainka amb Kluge va començar amb Porträt einer Bewährung (1964), i es va estendre fins al 1986 incloent les pel·lícules Una noia sense història (1966) i Die Artisten in der Zirkuskuppel: Ratlos (1968).
El 1967 i el 1968 Mainka-Jellinghaus va ensenyar muntatge cinematogràfic a l'Escola de Disseny d'Ulm, on va ser membre de l'Institut für Filmgestaltung (Institut de Disseny de Cinema) fundat per Edgar Reitz i Alexander Kluge. A partir de la pel·lícula de 1968, Lebenszeichen, Mainka-Jellinghaus va treballar amb el director Werner Herzog en vint pel·lícules, incloses diverses de les pel·lícules més conegudes d'Herzog, com ara Aguirre, la còlera de Déu (1972) i Fitzcarraldo (1982). La seva darrera pel·lícula amb Herzog va ser Wo die grünen Ameisen träumen (1984).
Després de la seva darrera pel·lícula amb Kluge, Vermischte Nachrichten (1986), es va retirar a la vida privada; l'era del nou cinema alemany havia acabat.
Mainka-Jellinghaus es troba entre els editors entrevistats per al documental de 2006 Schnitte in Raum und Zeit produït per Gabriele Voss.

## Premis
- 1975: Deutscher Filmpreis premi a la millor edició per L'enigma de Gaspar Hauser (dirigida per Werner Herzog) i per In Gefahr und größter Not bringt der Mittelweg den Tod (dirigida per Alexander Kluge).
- 1978: Filmband in Gold per Deutschland im Herbst
- 1978: Premi de reconeixement especial (compartit) al 28è Festival Internacional de Cinema de Berlín per Deutschland im Herbst[4]